# Europäisches Olympisches Winter-Jugendfestival 2023/Biathlon
Beim Europäischen Olympischen Winter-Jugendfestival 2023 wurden fünf Wettbewerbe im Biathlon im Carnia Arena International Biathlon Centre in Forni Avoltri ausgetragen.

## Bilanz

### Medaillenspiegel
| Platz  | Land        | Gold | Silber | Bronze | Gesamt |
| ------ | ----------- | ---- | ------ | ------ | ------ |
| 1      | Slowenien   | 2    | –      | –      | 2      |
| 2      | Frankreich  | 1    | 2      | 2      | 3      |
| 3      | Deutschland | 1    | 1      | –      | 1      |
| 4      | Ukraine     | 1    | –      | 1      | 2      |
| 5      | Polen       | –    | 1      | –      | 1      |
| 5      | Slowakei    | –    | 1      | –      | 1      |
| 7      | Tschechien  | –    | –      | 1      | 1      |
| 7      | Italien     | –    | –      | 1      | 1      |
| Gesamt | Gesamt      | 5    | 5      | 5      | 15     |

### Medaillengewinner
Jungen
| Disziplin      | Gold         | Silber         | Bronze                      |
| -------------- | ------------ | -------------- | --------------------------- |
| 7,5 km Sprint  | Pavel Trojer | Jakub Potoniec | Judicaël Perrillat-Bottonet |
| 12,5 km Einzel | Pavel Trojer | Michal Adamov  | Guillaume Poirot            |

Mädchen
| Disziplin    | Gold                   | Silber                 | Bronze                 |
| ------------ | ---------------------- | ---------------------- | ---------------------- |
| 6 km Sprint  | Oleksandra Merkuschyna | Lola Bugeaud           | Ilona Plecháčová       |
| 10 km Einzel | Julia Tannheimer       | Voldiya Galmace-Paulin | Oleksandra Merkuschyna |

Mixed
| Disziplin        | Gold                                                                                       | Silber                                                                   | Bronze                                                                           |
| ---------------- | ------------------------------------------------------------------------------------------ | ------------------------------------------------------------------------ | -------------------------------------------------------------------------------- |
| 4 × 6 km Staffel | FrankreichLola Bugeaud Voldiya Galmace-Paulin Judicaël Perrillat-Bottonet Guillaume Poirot | DeutschlandAlma Siegismund Julia Tannheimer Noah Schüttler David Schmutz | ItalienFabiola Miraglio Mellano Carlotta Gautero Nicola Giordano Michele Carollo |